# Ḉ
Ḉ, ḉ (C с акутом и седилью) — буква расширенной латиницы, используемая в романизации KNAB.

## Использование
Используется в следующих романизациях KNAB:
- абазинского языка для передачи диграфа ЧӀ[1];
- абхазского языка для передачи кириллической буквы Ҷ и грузинской буквы чари (ჭ)[2];
- адыгейского языка для передачи диграфа КӀ[3] (в случае, если после кӀ идёт буква о, используется ķ);
- убыхского языка для передачи звука [t͡ɕʼ][4] (в практической транскрипции убыхского языка обозначается как čʼʹ или čʹʼ).